# Cua de ventall de Pohnpei
El cua de ventall de Pohnpei (Rhipidura kubaryi) és un ocell de la família dels dicrúrids (Dicruridae).

## Hàbitat i distribució
Habita boscos i zones més clares a l'illa de Pohnpei, a les Carolines orientals.